# Plancy-l'Abbaye
 Plancy-l'Abbaye  es una población y comuna francesa, en la región de Gran Este, departamento de Aube, en el distrito de Nogent-sur-Seine y cantón de Méry-sur-Seine.

## Historia
Fue creada en 1969 con la unión de las comunas de L'Abbaye-sous-Plancy y Plancy.
En 1972 absorbe la comuna de Viâpres-le-Grand.

## Demografía
| 895 | 922 | 931 | 964 | 957 | 849 |
| Para los censos de 1962 a 1999 la población legal corresponde a la población sin duplicidades (Fuente: INSEE [Consultar]) |     |     |     |     |     |